# تپه آقا نصرالله
تپه آقا نصرالله مربوط به دوران‌های تاریخی پس از اسلام است و در شهرستان بروجرد، بخش مرکزی، روستای خایان واقع شده‌است. این اثر در تاریخ ۱۲ بهمن ۱۳۸۱ با شمارهٔ ثبت ۷۱۳۹ به‌عنوان یکی از آثار ملی ایران به ثبت رسیده‌است.